# Charles Pickel
Charles Monginda Pickel (ur. 15 maja 1997 w Solurze) – piłkarz z Demokratycznej Republiki Konga grający na pozycji defensywnego pomocnika. Od 2022 jest zawodnikiem klubu US Cremonese.

## Kariera klubowa
Swoją karierę piłkarską Pickel rozpoczął w juniorach klubu FC Solothurn. W 2011 przeszedł do FC Basel. W 2014 roku stał się zawodnikiem rezerw tego klubu, a w sezonie 2015/2016 - także pierwszego zespołu Basel. Swój debiut w nim zaliczył 16 maja 2016 w przegranym 0:4 wyjazdowym meczu z FC Luzern. W sezonie 2015/2016 wywalczył mistrzostwo Szwajcarii, a w sezonie 2016/2017 sięgnął po dublet - mistrzostwo i Puchar Szwajcarii.
Zimą 2017 Pickel przeszedł do Grasshoppers. Zadebiutował w nim 5 marca 2017 w zremisowanym 1:1 wyjazdowym meczu z FC Luzern.
Na początku 2018 Pickela wypożyczono do drugoligowego FC Schaffhausen, w którym swój debiut zaliczył 12 lutego 2018 w przegranym 0:1 domowym meczu z Servette FC. Zawodnikiem Schaffhausen był przez pół roku.
Latem 2018 Pickel udał się na wypożyczenie do Neuchâtel Xamax, w którym zadebiutował 22 września 2018 w przegranym 1:3 wyjazdowym meczu z Grasshoppers. W Neuchâtel spędził rok.
W lipcu 2019 Pickel został piłkarzem francuskiego Grenoble Foot 38. Swój debiut w nim w Ligue 2 zanotował 26 lipca 2019 w zremisowanym 3:3 wyjazdowym meczu z En Avant Guingamp. W Grenoble grał przez dwa lata.
W sierpniu 2021 Pickel przeszedł do portugalskiego FC Famalicão. Swój debiut w nim zaliczył 28 sierpnia 2021 w zremisowanym 1:1 domowym meczu ze Sportingiem. W Famalicão grał przez rok.
22 lipca 2022 Pickel został piłkarzem US Cremonese, który zapłacił za niego sumę 4,5 miliona euro. W nim w Serie A zadebiutował 14 sierpnia 2022 w przegranym 2:3 wyjazdowym spotkaniu z Fiorentiną. Na koniec sezonu 2022/2023 spadł z Cremonese do Serie B.
| Sezon   | Klub             | Kraj       | Rozgrywki        | Mecze | Bramki |
| ------- | ---------------- | ---------- | ---------------- | ----- | ------ |
| 2014/15 | FC Basel U-21    | Szwajcaria | Promotion League | 8     | 0      |
| 2015/16 | FC Basel         | Szwajcaria | Super League     | 2     | 0      |
| 2015/16 | FC Basel U-21    | Szwajcaria | Promotion League | 18    | 2      |
| 2016/17 | FC Basel         | Szwajcaria | Super League     | 1     | 0      |
| 2016/17 | FC Basel U-21    | Szwajcaria | Promotion League | 12    | 1      |
| 2016/17 | Grasshoppers     | Szwajcaria | Super League     | 12    | 0      |
| 2017/18 | Grasshoppers     | Szwajcaria | Super League     | 7     | 0      |
| 2017/18 | FC Schaffhausen  | Szwajcaria | Challenge League | 14    | 0      |
| 2018/19 | Grasshoppers     | Szwajcaria | Super League     | 1     | 0      |
| 2018/19 | Neuchâtel Xamax  | Szwajcaria | Super League     | 26    | 2      |
| 2019/20 | Grenoble Foot 38 | Francja    | Ligue 2          | 26    | 1      |
| 2020/21 | Grenoble Foot 38 | Francja    | Ligue 2          | 35    | 1      |
| 2021/22 | Grenoble Foot 38 | Francja    | Ligue 2          | 3     | 1      |
| 2021/22 | FC Famalicão     | Portugalia | Primeira Liga    | 29    | 0      |
| 2022/23 | US Cremonese     | Włochy     | Serie A          | 33    | 1      |

## Kariera reprezentacyjna
W reprezentacji Demokratycznej Republiki Konga Pickel zadebiutował 9 września 2023 w wygranym 2:0 meczu kwalifikacji do Pucharu Narodów Afryki 2023 z Sudanem, rozegranym w Kinszasie. W 2024 roku powołano go do kadry na Puchar Narodów Afryki 2023. Rozegrał w nim sześć meczów: grupowe z Zambią (1:1), z Marokiem (1:1) i z Tanzanią (0:0), w 1/8 finału z Egiptem (1:1, k. 8:7), ćwierćfinałowy z Gwineą (3:1) i półfinałowy z Wybrzeżem Kości Słoniowej (0:1).